# اسمگما
اسمگما یا پنیرک ترکیبی از یاخته‌های جداشده و ترشحات پوست است. اسمگما هم در اندام جنسی مردان و هم در زنان رخ می‌دهد. در زنان درنزدیکی کلیتوریس و درون لبه کوچک و در مردان زیر پیش‌پوست جمع می‌شود.

## زنان

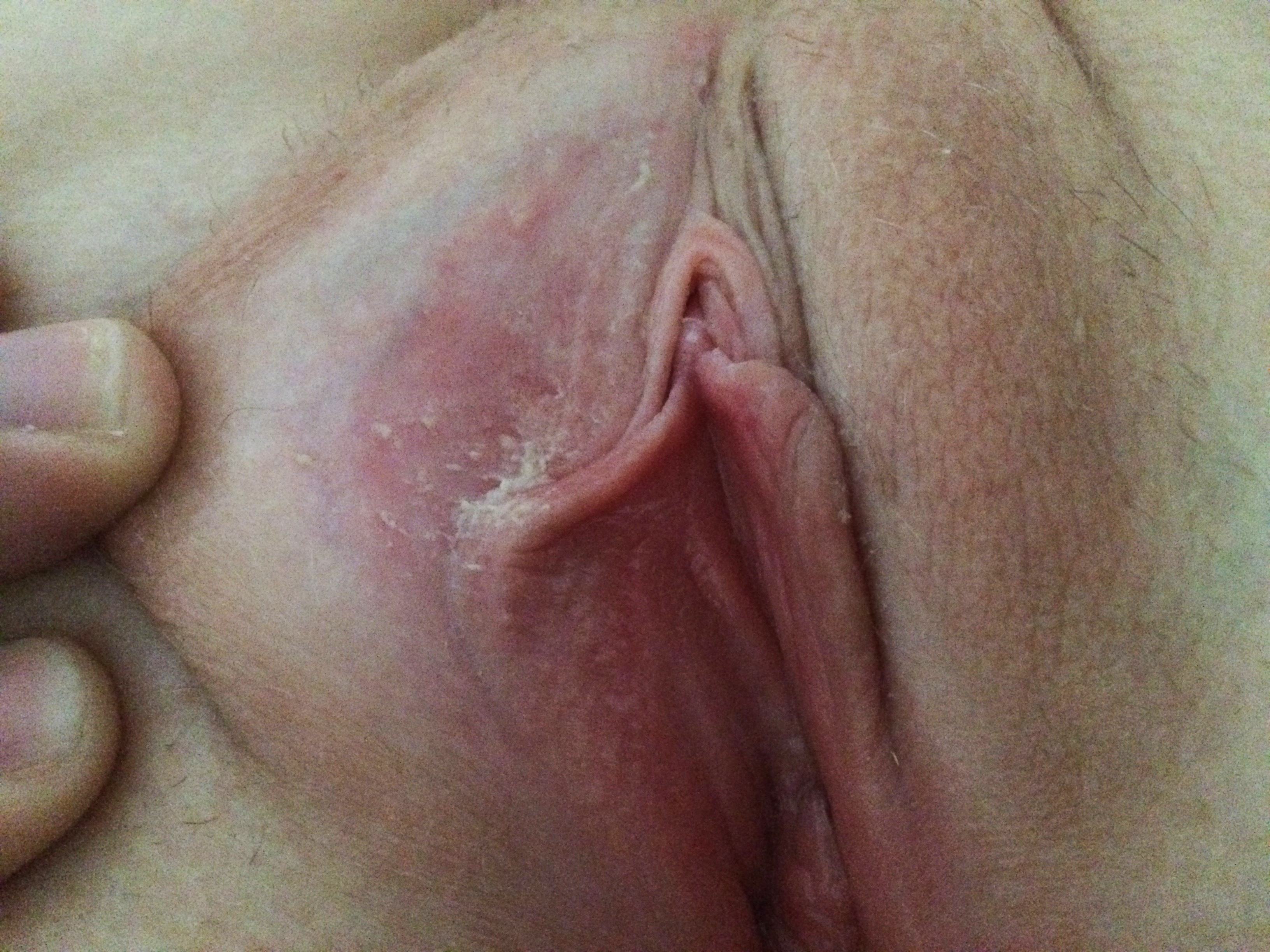
اسمگمای جمع‌شده در لبه کوچک

انباشتگی غدد چربی پوست به همراه یاخته‌های مرده پوست، اسمگما را تشکیل می‌دهد. اسمگمای کلیتوریس را ناشی از ترشح غدد آپوکرین کلیتوریس به همراه یاخته‌های‌پوششی مخاطی ریخته‌شده می‌دانند. اگر اسمگما به صورت مرتب برداشته نشود می‌تواند سبب چسبیدگی کلیتوریس شود که ممکن است سبب دردناک‌شدن برانگیختگی (مانند خودارضایی) کلیتوریس شود.

## مردان

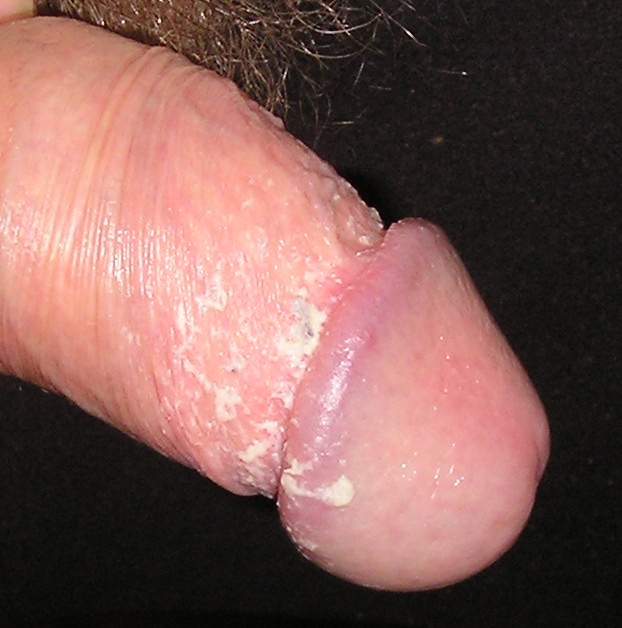
نمونه‌ای از اسمگمای اندام‌تناسلی مرد

اسمگما در مردان به مرطوب نگه‌داشتن سر آلت کمک می‌کند و با نقش روانکنندگی خود سبب تسهیل آمیزش جنسی می‌شود. اسمگما کاملاً بی‌خطر است.
درگذشته تصور می‌شد اسمگما توسط غدد چربی پوست در نزدیکی لگام به نام غدد تایسون، ایجاد می‌شود؛ با این حال پژوهش‌های جدید اثری از این غدد نیافته‌اند. برپایه یافته‌های پژوهشی اسمگما توسط برآمدگی‌های بسیار ریز روی سطح مخاطی پیش‌پوست تولید می‌شود. این یاخته‌ها دائماً به سمت سطح رشد می‌کنند و متحمل نوعی وازایایی چربی‌مانند می‌شوند بنابراین جدامی‌شوند و اسمگما را تشکیل می‌دهند. پژوهشی یافت که اسمگما حاوی ۲۶/۶٪ چربی و ۱۳/۳٪ پروتئین است و از یاخته‌های مخاطی مرده تشکیل شده است. اسمگمای تازه دارای بافتی نرم و مرطوب است. حدس‌زده می‌شود که دارای مقادیر بالایی از اسکوآلن است همچنین حاوی ترشحات پروستات و منی، یاخته‌های ریخته‌شده پوششی مخاطی و موسین ساخته‌شده توسط غدد میزراهی است. اسمگما حاوی کاتپسین بی، لیزوزیم، کیموتریپسین، نوتروفیل الاستاز و سیتوکین است که به سیستم دفاعی بدن کمک می‌کند.
براساس پژوهشی، مقدار اندکی اسمگما در کودکی تولید می‌شود. این پژوهش همچنین بیان کرد که تولید اسمگما از آغاز بلوغ تا پایان آن افزایش می‌یابد. در میانسالی تولید اسمگما کاهش می‌یابد و در سنین پیری عملاً اسمگمایی تولید نمی‌شود. پژوهش دیگری ادعا کرد که اسمگما از ۱٪ در ۶ تا ۹ سالگی به ۸٪ در ۱۴ تا ۱۷ سالگی افزایش می‌یابد (احتمال کلی وقوع ۵٪).
هیچ مدرکی که ثابت کند اسمگما سبب سرطان آلت‌تناسلی می‌شود، وجود ندارد. اما باقی‌ماندن آن برای مدت طولانی ممکن است سبب التهاب و سوزش شود که می‌تواند احتمال سرطان را افزایش دهد.

## حیوانات
در حیوانات سالم اسمگما به پاک‌کردن و مرطوب کردن اندام‌های جنسی کمک می‌کند. در دامپزشکی، گاهی اسمگما برای تشخیص عوامل بیماری‌زا بررسی می‌شود. انباشتگی اسمگما در پیش‌پوست، فرورفتگی میزراهی و واراهه میزراهی اسب می‌تواند باعث ایجاد دانه‌های بزرگ، تجمع باکتری تیلورلا اکیژنیتالیس و التهاب رحم اسبی واگیر شود. دامپزشکان برای جلوگیری از بروز این مشکلات تمیز کرن آلت‌تناسلی اسب را توصیه می‌کنند.